# 7plus
7plus (estilizado como 7+) é um serviço australiano de vídeo sob demanda administrado pela Seven Network. O serviço foi lançado em 27 de novembro de 2017 e oferece transmissão ao vivo online dos canais Seven Network, 7two, 7mate, 7flix e Racing.com.
O 7plus está disponível em várias plataformas, incluindo aplicativos da web, iOS e Android, TVs com certificação FreeviewPlus, 4ª geração da Apple TV, Fetch TV, Telstra TV, Chromecast, Android TV, Samsung TV, Sony Linux TV e PlayStation 4.

## História

### PLUS7 (2010–2017)
PLUS7 era um serviço de vídeo sob demanda administrado pela Seven Network por meio de sua joint venture Yahoo7, com o Yahoo!. O serviço foi disponibilizado em 18 de janeiro de 2010.
Em 2014, o PLUS7 se tornou o primeiro serviço de vídeo sob demanda de uma televisão comercial a fornecer legenda oculta opcional na maioria de sua programação.

### 7plus (2017–presente)
Após a aquisição do Yahoo! pela Verizon Communications em junho de 2017, a Seven anunciou planos de lançar um serviço autônomo integral para substituir o PLUS7 nos seis meses seguintes. Em setembro de 2017, a Seven anunciou que o novo serviço se chamaria 7plus e seria lançado em novembro de 2017. Com a introdução do 7plus, o PLUS7 foi encerrado, tornando-se indisponível na maioria das plataformas a partir de 12 de dezembro de 2017, e nos dispositivos restantes em 31 de março de 2018.
Em março de 2019, o serviço adicionou dois canais lineares com base nos Estados Unidos, Pac-12 Network e Outdoor Channel, além de ofertar seus programas sob demanda.
Em 23 de julho de 2020 apresentou um novo logotipo estilizado como 7+.